# مانوئل باوم
مانوئل باوم (آلمانی: Manuel Baum؛ زادهٔ ۳۰ اوت ۱۹۷۹) بازیکن سابق و فوتبال اهل آلمان است.
او در حال حاضر سرمربی باشگاه فوتبال شالکه ۰۴ است ، همچنین از دیگر باشگاه‌هایی که در آن مربی‌گری کرده می‌توان به آگسبورگ اشاره کرد.